# Kostel Všech svatých (Moravský Krumlov)
Kostel Všech svatých je římskokatolický kostel v Moravském Krumlově. Je chráněn jako kulturní památka České republiky. Jde o farní kostel farnosti Moravský Krumlov.

## Historie
Farní kostel byl zmíněný poprvé v roce 1248. Byl původně zasvěcen sv. Vavřinci. Gotická stavba byla zpustošena husity a znovu obnovena roku 1466. Roku 1630 byla poničena požárem a po rekonstrukci v letech 1636–1646 byla zasvěcena Všem svatým. Z původní stavby zbyla klenba, část věže a do trojúhelníku završený portál. V kostele se nachází zachovalé náhrobní desky, jedna z nich patří staviteli renesanční podoby zámku v Moravském Krumlově Leonardu Garu di Bisono. V bezprostřední blízkosti se nachází římskokatolický farní úřad. Stavba byla přestavována v roce 1873. Na faře údajně v roce 1571 zemřel biskup Jednoty bratrské Jan Blahoslav.